# Syrichthodontus lydenburgi
Syrichthodontus lydenburgi är en skalbaggsart som beskrevs av S. Endrödi 1977. Syrichthodontus lydenburgi ingår i släktet Syrichthodontus och familjen Dynastidae. Inga underarter finns listade i Catalogue of Life.